# パオロ・コニェッティ

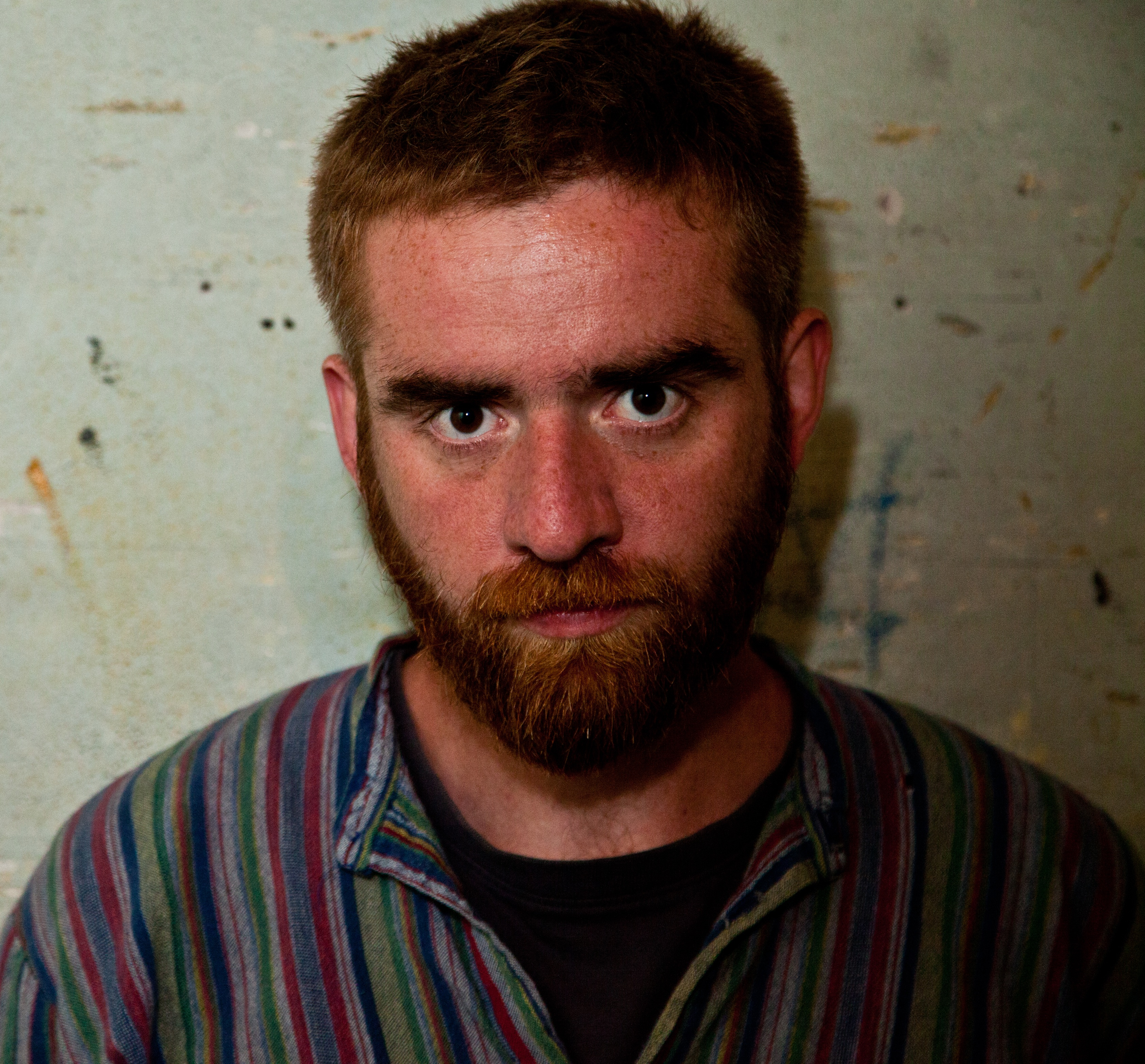
パオロ・コニェッティ

パオロ・コニェッティ（Paolo Cognetti, 1978年 - ）は、イタリアのミラノ生まれの作家。

## 人物・作品
大学では数学を専攻するが、レイモンド・カーヴァーなどの北米文学に惹かれて文学を志す。映像作家として、ニューヨーク在住の作家九人のインタビュー集『書くこと―ニューヨーク』（2004年）などを制作。その後、短篇集『成功する女子のためのマニュアル』（2004年）で作家としてデビュー。『爆発寸前の小さなもの』（2007年）、『ソフィアはいつも黒い服を着る』（2012年）を経て、2017年に発表した初の長篇小説『帰れない山』で、イタリア文学界最高峰の《ストレーガ賞》および同賞ヤング部門をはじめ、フランスの《メディシス賞》外国小説部門など数々の文学賞を受賞した（邦訳は下記）。
カーヴァーやサリンジャーなど好きな作家をとりあげて短篇創作を論じたエッセイ『一番深い井戸で釣りをしてみる』（2014年）、山岳紀行『頂上に着くことなく―ヒマラヤ旅行』（2018年）を発表している

## 訳書

### 単行本
- 『帰れない山』（関口英子訳、新潮社 新潮クレスト・ブックス、2018年）[1]
- 『フォンターネ　山小屋の生活』（関口英子訳、新潮社 新潮クレスト・ブックス、2022年）

### 短編
- 「雨の季節」、アンソロジー『どこか、安心できる場所で　新しいイタリアの文学』（関口英子ほか訳、国書刊行会、2019年）[2]に所収